# Sachaufgabe
Eine Sachaufgabe ist eine Aufgabenstellung für den Mathematikunterricht, bei der mathematische Informationen in einen Sachkontext eingebunden sind. Meist wird dazu ein kurzer Text verwendet. In diesem Fall werden sie auch manchmal Textaufgaben genannt. Manchmal werden die Begriffe auch synonym verwendet. Andere teilweise synonym verwendete Begriffe sind Problemaufgabe, Sachproblem, Modellierungsaufgabe, Anwendungsaufgabe, eingekleidete Aufgabe und problemhaltige Textaufgabe.

## Kategorisierung von Sachaufgaben
Sachaufgaben können auf unterschiedliche Weisen kategorisiert werden:
- Grad des Alltagsbezugs
- Die behandelte mathematische Leitidee entsprechend der Bildungsstandards Mathematik
- Präsentationsform

Folgende Präsentationsformen für den Sachkontext einer Sachaufgabe sind möglich:
- Reale Phänomene und Projekte, z. B. das Planen einer Klassenfahrt
- Authentische Mathematisierungen, z. B. der Gebäudeplan eines echten Gebäudes mit geometrischen Angaben
- Bilder, auf denen z. B. geometrische Objekte oder Objekte zum Zählen zu sehen sind
- Texte, die einen Sachkontext beschreiben

## Didaktische Gründe für die Verwendung im Unterricht
Sachaufgaben können verwendet werden, um die Anwendung rein mathematischer Kompetenzen zu üben. Sie werden dann als Anwendung des Rechnens bezeichnet. Dazu wird der Sachkontext so weit vereinfacht, dass es vergleichsweise einfach ist, die mathematische Operation durchzuführen.
Sachaufgaben können auch als Problemlöseaufgaben verwendet werden. Problemlösekompetenz ist ein zentrales Ziel mathematischer Allgemeinbildung nach Heinrich Winter.
Drittens können Sachaufgaben zur Umwelterschließung verwendet werden. Schüler können dann lernen, Mathematik als „Hilfsmittel zum Bewältigen von Alltagsproblemen“ zu nutzen. Auch dies ist eine der mathematischen Grunderfahrungen nach Winter.

## Schwierigkeiten bei der Bearbeitung
Sachaufgaben werden im Vergleich zu reinen Rechenaufgaben als schwieriger beschrieben. Mögliche Erkläransätze für die Schwierigkeiten bei der Bearbeitung von Sachaufgaben sind die Folgenden:
- Sachaufgaben in Textform benötigen eine höhere Lesekompetenz.
- Die Schüler müssen über ausgeprägte Grundvorstellungen verfügen. Diese müssen zur erfolgreichen Bearbeitung der Aufgabe aktiviert werden.
- Das Ergebnis muss im Sinne des Modellierungszyklus sachkontextspezifisch validiert werden.
- Sachaufgaben werden im Unterricht nicht ausreichend geübt, um sie in einer Testsituation lösen zu können.
- Einige Schüler sind es vom Mathematikunterricht gewohnt, realistische Überlegungen zugunsten mathematischer Konventionen auszublenden.
- Einige Lehrkräfte etablieren normativ im Mathematikunterricht, dass Sachinformationen für mathematische Prozesse nicht relevant sind.
- Schüler scheinen Schwierigkeiten zu haben, die Anwendung von Regeln kontextspezifisch anzupassen. Insbesondere Schüler aus nicht-privilegierten sozialen Milieus scheinen bei der flexiblen Anwendung von Regeln größere Schwierigkeiten zu haben.

Ein Beispiel für eine Sachaufgabe, die die o. g. Schwierigkeiten besonders hervorruft, ist das folgende: Gegeben ist eine Anzahl an Schülern, die mit Bussen von einem Ort zu einem anderen zu befördern sind. Gesucht ist die Anzahl der benötigten Busse. Wenn bei der Rechnung keine ganze Zahl herauskommt, so wäre die richtige Lösung im Sinne des Sachkontexts die nächsthöhere ganze Zahl. Es muss also aufgerundet werden, um die Aufgabe richtig zu lösen. Wenn die erste Stelle nach dem Komma allerdings kleiner als 5 ist, so schreibt das Kaufmännische Runden vor, dass die Zahl abgerundet werden muss. Das reine Anwenden mathematischer Konventionen führt also nicht zum sachlogisch richtigen Ergebnis.
Ein anderes Beispiel für die Schwierigkeiten im Umgang mit Sachaufgaben ist das Kapitänssyndrom.